# 江苏省公安厅
江苏省公安厅，是江苏省人民政府的组成部门之一，负责江苏省内的公安工作。

## 沿革
1953年1月1日，江苏省人民政府成立，原苏南、苏北人民行政公署公安局合并成立江苏省人民政府公安厅。黄赤波任厅长，刘少傥、姚远任副厅长。地址在南京市扬州路1号。厅下设办公室、政治部、政保处、经保处、治安处、机关保卫处、监管处。1953年8月，中共江苏省委对省府公安厅执行中央公安部关于调整公安系统组织编制的方案。

## 机构设置
江苏省公安厅内设办公室（行政审批处）、政治部、科技处、情报指挥中心、新闻宣传中心、单位内部安全保卫、治安管理、交通管理、刑事侦查、经济犯罪侦查、禁毒、出入境管理、监所管理、网络安全保卫、法制、警务督察、食品药品和环境犯罪侦查等机构。

## 外部連結
- 官方网站